# Dolichotis salinicola
Espèce
Statut de conservation UICN

 LC  : Préoccupation mineure
Le Cobaye halophile (Dolichotis salinicola) est une espèce de Rongeurs de la famille des Cavidés. Ce mammifère d'Amérique du Sud est assez semblable au mieux connu Mara de Patagonie, bien qu'un peu moins grand que cette espèce voisine. On l'appelle aussi Mara solicole au Canada et parfois Mara du Chaco[réf. souhaitée] par analogie à l'anglais Chacoan mara.
L'espèce a été décrite pour la première fois en 1876 par le zoologiste argentin d'origine prussienne Hermann Burmeister (1807-1892).

## Habitat

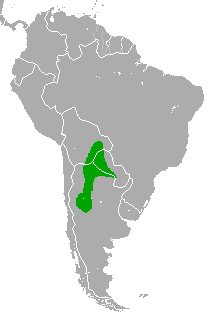
Carte de répartition de l'espèce en Amérique du Sud

Le Cobaye halophile vit en Amérique du Sud dans la région du Chaco, dans les forêts sèches et épineuses, ainsi que dans les prairies d'Argentine, du Paraguay, et de Bolivie. Les maras creusent des terriers pour y dormir la nuit.
Il doit l'épithète de son nom scientifique (salinicola) et de son nom français (halophile) à la fréquentation des marais salants d'Argentine. 

## Régime
Ces cobayes se nourrissent d'herbes et plantes vertes. En fait ils sont susceptibles de se nourrir de tous les végétaux disponibles.

## Structure sociale
Ils vivent en petits groupes de quelques animaux (quatre environ).

## Classification scientifique et espèces apparentées
Le cobaye halophile fait partie de la famille des Caviidae, qui inclut des rongeurs, comme les grands capybaras, et les petits cochons d'Indes. Les maras du Chaco sont très proches de l'autre membre du genre Dolichotis, les maras de Patagonie, plus grand rongeur au monde après le capybara et les castors. Mais le mara est aussi souvent confondu avec les lièvres en raison de ses oreilles dressées et de sa façon de se tenir, or les léporidés ne sont pas des rongeurs (ordre des Rodentia) mais appartiennent à l'ordre des Lagomorphes et de ce fait ne sont pas vraiment proches du mara, comme certains le croient.